# المسرة (الرقة)
المسرة قرية سورية تتبع ناحية السبخة في منطقة مركز الرقة في محافظة الرقة. بلغ عدد سكانها 1273 نسمة في عام 2004 حسب إحصاء المكتب المركزي للإحصاء.